# Trochalus mahjuensis
Trochalus mahjuensis är en skalbaggsart som beskrevs av Louis Burgeon 1944. Trochalus mahjuensis ingår i släktet Trochalus och familjen Melolonthidae. Inga underarter finns listade i Catalogue of Life.